# Hylotelephium parvistamineum
Hylotelephium parvistamineum är en fetbladsväxtart som först beskrevs av Vsevolod Alexeevič Petrov, och fick sitt nu gällande namn av S.K. Czerepanov. Hylotelephium parvistamineum ingår i släktet kärleksörter, och familjen fetbladsväxter. Inga underarter finns listade i Catalogue of Life.